# Csíkszentimre község
Csíkszentimre község (románul: Comuna Sântimbru) község Hargita megyében, Romániában. Központja Csíkszentimre, hozzá tartozik Csíkszentimrei Büdösfürdő.

## Népessége
A 2011-es népszámlálás adatai alapján a község népessége 2063 fő volt.

## Története
2004-ben vált ki Csíkszentkirály községből és szervezték önálló községgé.